# Первомайское (Хынчештский район)
Первомайское (рум. Pervomaiscoe) — село в Хынчештском районе Молдавии. Относится к сёлам, не образующим коммуну.

## География
Село расположено на высоте 101 метров над уровнем моря.

## Население
По данным переписи населения 2004 года, в селе Первомайское проживает 783 человека (374 мужчины, 409 женщин).
Этнический состав села:
| Национальность   | Число жителей | Процентный состав |
| ---------------- | ------------- | ----------------- |
| молдаване/румыны | 772           | 97.57             |
| украинцы         | 8             | 1.02              |
| русские          | 3             | 0.38              |
|                  |               |                   |
| Всего            | 783           | 100%              |